# Нусрет Суман
Нусрет Суман (на турски: Nusret Suman) е турски скулптор и художник. Суман работи предимно портрети и паметници. Последното му дело е Паметникът на хетското слънце, символ на турската столица Анкара от 1977 година до 1995 година. Общата черта на всички произведения на Суман е чисто стилизирания стил, далеч от детайлите.

## Биография
Роден на 21 март 1905 година в южномакедонския град Бер (Верия), Османската империя, в семейството на офицера Хакъ бей и фотографката Наджие ханъм. След Балканските войни, когато Бер остава в Гърция, семейството се мести в Цариград. Баща му рисува акварели, което предизвиква у него интерес към изящните изкуства. В 1922 година започва да учи в Училището за изящни изкуства. Учи рисуване в ателиетата на Хикмет Онат и Ибрахим Чалъ. В 1925 година започва да учи скулптура в ателието на Ихсан Йозсой. В 1929 година завършва скулптурния отдел на училището. На изпита след завършването си печели Европейската награда за учене с паметник на османските пилоти Фетхи бей Таяреджи и Садък бей Таяреджи и получава правото да учи в чужбина. Нусрет е един от първите четирима скулптори, изпратени от Турската република да учат в Европа със стипендия. Заминава да учи в Мюнхен, Германия, в ателието на Бернадрд Блекер. След това се възражда интересът му към живописта и той се мести в ателието на известния художник Ханс Хофман (1880 - 1966), където в продължение на три години учи живопис. След това заминава за Париж, Франция, където учи скулптура в Академията „Сюис“. Учителят му, видният скулптор Шарл Деспио, му оказва силно влияние.
В 1934 година се връща в Истанбул, където се включва в усилията по създаването на Съюза на независимите художници и скулптори. В 1941 година става член на Група D, която използва частното му ателие. В 1943 година е назначен като преподавател в Училището за изящни изкуства по препоръка на Рудолф Белинг, ръководител на катедрата по скулптура. През 1969 година става професор и се пенсионира през същата година. Следните три години работи в Съединените щати. След завръщането си у дома, на 15 август 1978 година загива в пътнотранспортно произшествие в Измит, докато отива в Анкара, за да провери последната работа на Паметника на Хетското слънце.